# Morat
Morat es una banda colombiana de pop latino. Formada originalmente en Bogotá el 13 de diciembre de 2011, se dieron a conocer en 2015 con su canción «Mi Nuevo Vicio».
Los miembros de Morat se conocieron mientras estudiaban en el secreto de La Montaña, un colegio privado en Bogotá, Colombia. Desde, temprana edad, compartieron una afinidad por la música, participando, en actividades escolares relacionadas con arte y presentaciones musicales. Fue en este entorno donde comenzaron a formar una conexión no solo como, amigos, sino también como futuros compañeros de banda.
Durante sus años en el colegio, los integrantes experimentaron con diferentes géneros musicales, exploraron el uso de instrumentos y descubrieron su interés compartido en el folk, el pop y las baladas románticas. En un inicio, tocaban canciones de otros artistas en reuniones con amigos y eventos escolares, pero poco a poco comenzaron a componer sus propias piezas, lo que marcó el inicio de su identidad musical.
El Gimnasio La Montaña no solo fue el lugar donde se conocieron, sino también el espacio donde empezaron a dar sus primeros pasos como músicos. Los integrantes mencionan que muchas de las vivencias y emociones de esa época influyeron en las letras de sus primeras canciones. La química entre ellos, combinada con sus talentos individuales, los motivó a tomar en serio la idea de formar una banda y buscar oportunidades fuera del ambiente escolar. Así, el colegio se convirtió en el punto de partida de una amistad que luego evolucionó en una de las bandas más reconocidas del pop latino actual.
Hasta finales de 2017 había formado parte de la banda Alejandro Posada Carrasco, tras abandonar el grupo, se unió a la banda Martín Vargas ese mismo año.

## Historia

### Inicios
Los integrantes de Morat son 4 colombianos y se conocen desde los 5 años de edad, ya que estudiaban juntos en el colegio Gimnasio La Montaña, de la ciudad de Bogotá, y algunos de ellos posteriormente en la Universidad de los Andes. Dos de sus integrantes (Simón y Martín Vargas) son hermanos de sangre. Comenzaron tocando juntos en varias ocasiones y cuando cursaban la secundaria Juan Pablo Isaza tomó la decisión de crear una banda cuando seguían estudiando. En el año 2014, la banda realizó una sesión de grabación en Bogotá.
Un sitio al que concurrían mucho como músicos principiantes fue La Tea, donde en un inicio sus fanáticos eran el personal de seguridad. Y con el paso del tiempo empezaron a tener una audiencia propia. Simón Vargas contó esta anécdota respecto a ese lugar: "Recuerdo que teníamos un juego: cada vez que tocábamos en La Tea tratábamos de adivinar cuánta gente iba a vernos...Y, por lo general, llegaban más personas de las que esperábamos."
En sus comienzos, no había grandes expectativas para la banda. En su primera reunión con el representante artístico Malaver, fueron rechazados después de que escuchara una de sus primeras composiciones. La respuesta que les dio fue la siguiente: "Creo que ustedes son talentosos, pero nunca tendrán una canción en la radio. Deberían haber nacido en Argentina a fines de los setenta, porque su música no es adecuada para lo que está sucediendo en este momento". Pero una vez que los escuchó tocar en vivo en La Tea tiempo después, Malaver quedó impresionado con el potencial de los chicos y decidió representarlos.

### Origen del nombre
Los integrantes de la banda solían ir a una finca en las afueras de Bogotá llamada "La Morat", lugar donde la banda hizo sus primeros ensayos. La finca pertenecía a un familiar del exintegrante Alejandro Posada Carrasco, Antonio de Morat. Antes de adoptar el nombre Morat, eran conocidos como "Malta". Pero, tiempo después, al ir a firmar con Universal Music, una banda brasileña ya estaba registrada como Malta, así que cambiaron su nombre al actual.
No os fieis de esto.

### 2015:Mi nuevo vicio,Cuánto me dueleyCómo te atreves
El 17 de febrero de 2015, Morat lanzó su primera canción, "Mi nuevo vicio", con la colaboración de Paulina Rubio. Con él, Morat consiguió Disco de Platino Digital, un número 1 de Ventas Digitales en España, y un número 1 en AirPlay en México. Ese mismo día, se lanzó otra canción titulada Cuánto me duele en dos versiones, una en el estudio con un vídeo con la letra y otra acústica, con la producción de Mauricio Rengifo, de la cual la versión acústica está incluida en el EP "Grabado en madera". El 21 de abril del mismo año se lanzó el videoclip de la canción. El 13 de noviembre de 2015 se presenta un nuevo sencillo llamado Cómo te atreves, que alcanza el número 1 en iTunes y los lleva a la fama en España.

### 2016:Sobre el amor y sus efectos secundarios
Tras su éxito casi inmediato en 2015, lanzaron el 19 de junio de 2016 su primer álbum de estudio, Sobre el amor y sus efectos secundarios, a través de Universal Music, con 12 canciones. El álbum debutó alcanzando el número uno en varios países hispanos como Colombia, México y España.
En este mismo año, fueron nominados a la categoría  Mejor artista nuevo en la ceremonia de los Premios Grammy Latinos a celebrarse el 17 de noviembre. Finalmente, perderían la categoría ante su compatriota Manuel Medrano.
El 19 de diciembre de 2016, Alejandro Posada, el antiguo percusionista de la banda hizo una publicación en redes sociales a través de la cuenta de la banda anunciando que abandonaba Morat para proteger cosas importantes para él, incluyendo sus intenciones de estudiar arquitectura. Sin embargo, anunció que Morat tendría un nuevo baterista, Martín Vargas, hermano de Simón.

### 2017:Amor con hielo,Yo contigo, tú conmigo, Del Estadio Al Cielo yBesos en Guerra
El 24 de febrero de 2017, Morat lanzó Amor con hielo su primera canción tras la entrada de Martín Vargas en la banda, y el 23 de abril, la primera reedición de Sobre el amor y sus efectos secundarios, que contiene las 12 canciones originales, Amor con hielo y otras 2 inéditas. El 16 de junio lanzaron Yo contigo, tú conmigo, en colaboración con Álvaro Soler, la cual hace parte de la banda sonora original de la película Despicable Me 3, y el día 23, una semana después, Sobre el desamor y sus efectos secundarios y unas cuantas cosas más, la segunda reedición del álbum con nuevas canciones, incluyendo Yo contigo, tú conmigo y Del estadio al cielo, siendo esta última utilizada en la banda sonora del final de la primera temporada de la telenovela Once (O11CE) de Disney. 
Una vez cerrado el ciclo anterior, el 3 de noviembre de 2017, Morat lanzó Besos en guerra, con la colaboración de Juanes, siendo el primer sencillo de su siguiente álbum.

### 2018:Balas perdidasy su Tour
El 8 de junio de 2018, Morat lanzó Cuando nadie ve, segundo sencillo del álbum. Después, Morat lanzó sencillos de manera más seguida hasta el lanzamiento de Balas perdidas, su segundo disco, el 25 de octubre. Con el lanzamiento, la banda anuncia  Balas Perdidas Tour, su segunda gira de conciertos que comenzó en marzo de 2019.

### 2019:Presiento,A dónde vamos, Grammy Latino yEnamórate de alguien más
El 12 de abril de 2019, Morat lanzó el sencillo Presiento con la colaboración de Aitana, y el 10 de mayo, la reedición de Balas perdidas.
El 1 de noviembre de 2019, Morat lanzó A dónde vamos, primer adelanto de su tercer álbum, y el 13 de diciembre, Enamórate de alguien más, el segundo sencillo.
En noviembre la agrupación fue nominada al Grammy Latino en la categoría Mejor Álbum de Pop Contemporáneo por Balas perdidas. Además, participaron en la ceremonia de "Persona del Año" del mismo evento, en la que se homenajeó a Juanes.

### 2020:No termino,Nunca te olvidé,Bajo la mesa,Labios RotosyAl Aire
El 6 de marzo de 2020, Morat lanzó No termino, tercer adelanto de su tercer disco y primero del año 2020. El 2 de abril se lanzó Nunca te olvidé, cuarto sencillo del tercer álbum, y aunque se lanzó inicialmente sin videoclip, este se estrenó el 1 de mayo, para el cual contaron con los seguidores de la banda. El 22 de mayo, se lanzó Bajo la mesa, junto a Sebastián Yatra, quinto sencillo del tercer álbum y primero del mismo que incluye una colaboración. El 11 de junio, salió su colaboración juntó a Reik con su canción La Bella y la Bestia. El 30 de julio lanzaron Más de lo que aposté, su segunda colaboración con Aitana, y el 6 de agosto, Labios rotos, el cual es un tributo a la banda mexicana Zoé.
El 7 de noviembre, y después de más de 5 meses sin tocar en un escenario, ofrecieron un concierto virtual por medio la plataforma Rappi Live Events llamado Echando cuento. Según la aplicación, fue el concierto virtual más vendido del continente en 2020.
El 13 de noviembre, se lanzó Al aire, sexto sencillo de su tercer álbum, con su respectivo videoclip, que se grabó en el municipio de Guasca, Cundinamarca.

### 2021: Nuevos sencillos, colaboraciones con artistas y¿A dónde vamos?
El 11 de marzo de 2021, lanzan el sencillo "No hay más que hablar", perteneciente a su tercer álbum. Una semana después, lanzaron el sencillo "De cero", también perteneciente a su tercer álbum.
El 15 de abril, colaboran con Beret en la canción "Porfa no te vayas".
El 3 de junio de 2021 lanzan una colaboración con Danna Paola, la cual fue el último sencillo lanzado antes de publicar su tercer álbum.
El 15 de julio de 2021 lanzan oficialmente su tercer álbum titulado ¿A dónde vamos? el cual cuenta con 14 canciones, donde colaboran con distintos artistas, los cuales son Sebastián Yatra, Cami, Danna Paola y Andrés Cepeda. Ese mismo día lanzó el sencillo Simplemente pasan, junto a Cami.

### 2022:Llamada perdida,París,Valen más,506, 23 y cuarto álbum
El 18 de febrero de 2022, lanzan el sencillo Llamada Perdida, Su primera canción del año 2022. El 20 de mayo lanzaron París en colaboración con el rapero argentino Duki, y el 29 de julio salió Valen más. El 2 de septiembre lanzaron 506 junto a Juanes, siendo su segunda colaboración junto a él y el 21 de septiembre lanzan 23.
El 4 de noviembre lanzaron su cuarto álbum de estudio titulado Si Ayer Fuera Hoy, desprendiendo de este canciones como: Segundos Platos, Santa Fe, Nunca al revés, Debí suponerlo; también una colaboración a lado del cantante Feid; de esta colaboración salió el tema Salir Con Vida.

#### 2023: SAFH World Tour y Antes De Que Amanezca
A finales de 2022, a través de sus redes sociales, la banda anunció el tour de Si ayer fuera hoy por Europa, Latinoamérica y Estados Unidos. El tour se llevó a cabo durante todo el 2023.
El 14 de diciembre de 2023 se estrenó en todas las plataformas musicales el EP titulado: Antes De Que Amanezca conformado por 6 canciones, incluyendo una colaboración con el artista inglés James TW, de todo el álbum solo cuatro de ellas cuentan con video oficial siendo estas: Feo, Someone I Used to Know con James TW, Sobreviviste y Tarde.
El EP cuenta con la colaboración del artista David De Las Eras quien diseño la portada tanto del EP como de todos los sencillos, pintándolos en Óleo sobre lienzo. Demasiado Lejos y Nunca Volvieron son las únicas canciones del disco que no tienen video oficial, la primera canción en ser lanzada fue Feo después Nunca Volvieron, Demasiado Lejos, Sobreviviste y por último Tarde.
El EP se acompañará con una gira de promoción únicamente en estadios, siendo esta la gira más grande e importante en la historia de la banda, puesto que tocaron en el  Estadio Nemesio Camacho El Campín en Bogotá y en el Estadio Metropolitano (Madrid)

#### 2025: Asuntos Pendientes Tour y Ya Es Mañana
Se presentaron como headliners en el Tecate Emblema 2025. El 22 de mayo de 2025 Morat lanza su quinto àlbum de estudio titulado "Ya Es Mañana", contentivo de 14 nuevos sencillos que marcan una nueva etapa en la historia de la banda y un cambio radical en su gènero musical, con canciones que van desde rock retro hasta rock contemporàneo de la dècada de los 80. Algunos de estos sencillos fueron "Faltas Tù", "La Polìcia", "Eclipse Solar", y su sencillo homònimo "Ya Es Mañana", el cual contiene elementos musicales retro como teclado de minimoog de la època de los 80, ademàs de ser la primera canción de la banda en ser grabada con orquesta sinfònica. El album contiene las colaboraciones de artistas como Camilo y Jay Wheeler, y se espera que sea precedido por una segunda parte, la cual serìa publicada en el año 2026.  

## Miembros
- Juan Pablo Isaza Piñeros

Vocalista principal y guitarrista de Morat, también toca piano. Estudia Administración de Empresas en la Universidad de los Andes, está estudiando una segunda carrera con énfasis musical y es cofundador de la casa de producción Mapache.
- Juan Pablo Villamil Cortés

Vocalista principal de Morat, toca el banjo, ukelele y guitarra. Es egresado de Ingeniería Industrial de la Universidad de los Andes.
- Simón Vargas Morales

Vocalista y bajista de Morat, también maneja los sintetizadores. Es escritor, en 2020 presentó su primer libro "A la orilla de la Luz". Estudió Historia en la Universidad de los Andes. En el 2020 creó en conjunto con la youtuber mexicana Nath Campos un podcast en Spotify llamado "Simón dice, Nath contradice".
- Martín Vargas Morales

Vocalista y baterista de Morat. Es egresado de Diseño Gráfico de la Universidad de los Andes. Es cofundador de la marca General Studios.

## Discografía

### Álbumes de estudio
| Título                                  | Detalles de álbum                                                                                                | Posiciones en listas | Posiciones en listas | Certificaciones                                                          |
| Título                                  | Detalles de álbum                                                                                                | MEX                  | ESP                  | Certificaciones                                                          |
| --------------------------------------- | --- | -------------------- | -------------------- | ------------------------------------------------------------------------ |
| Sobre el amor y sus efectos secundarios | - Lanzamiento: 17 de junio de 2016 - Discográfica: Universal Music Spain - Formatos: CD, Descarga digital        | —                    | 5                    | - ESP: Oro - EUA: Oro (Latino) - MEX: DIamante + Oro                     |
| Balas perdidas                          | - Lanzamiento: 26 de octubre de 2018 - Discográfica: Universal Music Spain - Formatos: CD, Descarga digital      | 1                    | 1                    | - ESP: Platino - EUA: Platino (Latino) - MEX: Diamante + 2×Platino + Oro |
| ¿A dónde vamos?                         | - Lanzamiento: 16 de julio de 2021 - Discográfica: Universal Music Spain - Formatos: CD, Descarga digital        | —                    | 1                    | - ESP: Oro - MEX: Platino - EUA: Oro (Latino)                            |
| Si ayer fuera hoy                       | - Lanzamiento: 4 de noviembre de 2022 - Discográfica: Universal Music Spain - Formatos: CD, Descarga digital     | —                    | 2                    | - ESP: Oro - EUA: Oro (Latino)                                           |
| Ya Es Mañana                            | - Lanzamiento: 22 de mayo de 2025 - Discográfica: Universal Music Spain - Formatos: CD, Vinilo, Descarga digital | —                    | -                    |                                                                          |

### Extended plays
| Título                | Detalles del EP |
| --------------------- | --- |
| Grabado en Madera     | - Lanzamiento: 24 de julio de 2015 - Discográfica: Universal Music Spain - Formato: Descarga digital, streaming             |
| Antes De Que Amanezca | - Lanzamiento: 14 de diciembre de 2023 - Discográfica: Universal Music Spain - Formato: CD, descarga digital, streaming, LP |

### Sencillos

#### Sencillos como artista principal
| Título                                                        | Año  | Posiciones en listas | Posiciones en listas | Posiciones en listas | Posiciones en listas | Posiciones en listas | Posiciones en listas | Posiciones en listas | Certificaciones                                                                             | Álbum                                                                                                   |
| Título                                                        | Año  | COL                  | ARG                  | ECU                  | ITA                  | MEX                  | POL                  | ESP                  | Certificaciones                                                                             | Álbum                                                                                                   |
| ------------------------------------------------------------- | ---- | -------------------- | -------------------- | -------------------- | -------------------- | -------------------- | -------------------- | -------------------- | ------------------------------------------------------------------------------------------- | --- |
| "Cuánto me duele"                                             | 2015 | —                    | —                    | —                    | —                    | —                    | —                    | 53                   | - PROMUSICAE: Platino                                                                       | Sobre el amor y sus efectos secundarios                                                                 |
| "Cómo te atreves"                                             | 2015 | —                    | —                    | —                    | —                    | 23                   | —                    | 2                    | - AMPROFON: 2x Platino - PROMUSICAE: 6x Platino - EUA: Platino (Latino)                     | Sobre el amor y sus efectos secundarios                                                                 |
| "Del estadio al cielo"                                        | 2016 | —                    | —                    | —                    | —                    | —                    | —                    | —                    |                                                                                             | Sobre el amor y sus efectos secundarios                                                                 |
| "Amor con hielo"                                              | 2017 | —                    | —                    | 16                   | —                    | 24                   | —                    | 50                   | - AMPROFON: Oro - PROMUSICAE: Platino                                                       | Sobre el amor y sus efectos secundarios                                                                 |
| "Yo contigo, tú conmigo" (con Álvaro Soler)                   | 2017 | —                    | —                    | 76                   | 29                   | —                    | 15                   | 18                   | - FIMI: Platino - PROMUSICAE: 2x Platino                                                    | Sobre el amor y sus efectos secundarios... y unas cuantas cosas más (Edición especial) y Mar de Colores |
| "Besos en guerra" (con Juanes)                                | 2017 | 23                   | —                    | 2                    | —                    | 34                   | —                    | 22                   | - AMPROFON: 4x Platino + Oro - PROMUSICAE: 5x Platino - EUA: 3x Platino (Latino)            | Balas perdidas                                                                                          |
| "Para que nadie se entere"                                    | 2018 | —                    | —                    | —                    | —                    | —                    | —                    | —                    |                                                                                             | Sin álbum                                                                                               |
| "Antes de los veinte"                                         | 2018 | —                    | —                    | —                    | —                    | —                    | —                    | —                    |                                                                                             | Sin álbum                                                                                               |
| "¿A dónde vamos a parar?" (con Paty Cantú)                    | 2018 | —                    | —                    | —                    | —                    | —                    | —                    | —                    |                                                                                             | Sin álbum                                                                                               |
| "La correcta" (con Nabález)                                   | 2018 | —                    | —                    | —                    | —                    | —                    | —                    | 42                   | - PROMUSICAE:Platino                                                                        | Sin álbum                                                                                               |
| "Cuando nadie ve"                                             | 2018 | —                    | 44                   | —                    | —                    | 2                    | —                    | 21                   | - AMPROFON: 4x Platino - PROMUSICAE: 4x Platino - EUA: 4x Platino (Latino)                  | Balas perdidas                                                                                          |
| "Punto y aparte"                                              | 2018 | —                    | —                    | —                    | —                    | —                    | —                    | —                    | - AMPROFON: Platino                                                                         | Balas perdidas                                                                                          |
| "Una y otra vez" (con Santiago Cruz)                          | 2018 | 59                   | —                    | —                    | —                    | —                    | —                    | —                    |                                                                                             | Elementales                                                                                             |
| "El embrujo" (feat. Antonio Carmona & Josemi Carmona)         | 2018 | —                    | —                    | —                    | —                    | —                    | —                    | —                    | - AMPROFON: Oro                                                                             | Balas perdidas                                                                                          |
| "Yo no merezco volver"                                        | 2018 | —                    | —                    | —                    | —                    | —                    | —                    | 88                   |                                                                                             | Balas perdidas                                                                                          |
| "No se va"                                                    | 2019 | —                    | —                    | —                    | —                    | —                    | —                    | —                    | - PROMUSICAE: 2x Platino - AMPROFON: Diamante + 3x Platino + Oro - EUA: 4x Platino (Latino) | Balas perdidas                                                                                          |
| "Presiento" (con Aitana)                                      | 2019 | 68                   | —                    | —                    | —                    | 10                   | —                    | 9                    | - AMPROFON: Platino - PROMUSICAE: 4x Platino                                                | Balas perdidas (Edición especial)                                                                       |
| "Déjame ir" (con Andrés Cepeda)                               | 2019 | 16                   | —                    | —                    | —                    | —                    | —                    | —                    | - AMPROFON: Platino                                                                         | TRECE                                                                                                   |
| "Mejores amigos" (con Yera)                                   | 2019 | —                    | —                    | —                    | —                    | —                    | —                    | —                    | - PROMUSICAE: Oro                                                                           | Sin álbum                                                                                               |
| "A Dónde Vamos"                                               | 2019 | 34                   | —                    | —                    | —                    | —                    | —                    | 31                   | - PROMUSICAE: 2x Platino - AMPROFON: Platino - EUA: Oro (Latino)                            | ¿A dónde vamos?                                                                                         |
| "Enamórate de alguien más"                                    | 2019 | —                    | —                    | 15                   | —                    | —                    | —                    | 61                   | - PROMUSICAE: Oro - AMPROFON: 2x Platino + Oro                                              | ¿A dónde vamos?                                                                                         |
| "No termino"                                                  | 2020 | —                    | —                    | 13                   | —                    | —                    | —                    | 83                   | - PROMUSICAE: Oro - AMPROFON: Platino                                                       | ¿A dónde vamos?                                                                                         |
| "Nunca te olvidé"                                             | 2020 | —                    | —                    | —                    | —                    | —                    | —                    | 72                   | - PROMUSICAE: Oro - AMPROFON: Platino                                                       | ¿A dónde vamos?                                                                                         |
| "Bajo la mesa" (con Sebastián Yatra)                          | 2020 | —                    | —                    | —                    | —                    | —                    | —                    | 52                   | - PROMUSICAE: Platino - AMPROFON: 2x Platino                                                | ¿A dónde vamos?                                                                                         |
| "La bella y la bestia" (con Reik)                             | 2020 | 10                   | —                    | —                    | —                    | —                    | —                    | —                    | - PROMUSICAE: Oro - AMPROFON: 3x Platino + Oro                                              | Sin álbum                                                                                               |
| "Al Aire"                                                     | 2020 | —                    | —                    | —                    | —                    | —                    | —                    | —                    | - PROMUSICAE: Oro                                                                           | ¿A dónde vamos?                                                                                         |
| "No hay más que hablar"                                       | 2021 | —                    | —                    | —                    | —                    | —                    | —                    | —                    | - PROMUSICAE: Oro                                                                           | ¿A dónde vamos?                                                                                         |
| "De cero"                                                     | 2021 | —                    | —                    | —                    | —                    | —                    | —                    | —                    |                                                                                             | ¿A dónde vamos?                                                                                         |
| "Porfa no te vayas" (con Beret)                               | 2021 | —                    | —                    | —                    | —                    | —                    | —                    | —                    | - PROMUSICAE: 3x Platino                                                                    | Sin álbum                                                                                               |
| "Idiota" (con Danna Paola)                                    | 2021 | —                    | —                    | —                    | —                    | —                    | —                    | —                    | - PROMUSICAE: Platino - AMPROFON: Platino+ Oro                                              | ¿A dónde vamos?                                                                                         |
| "Simplemente pasan" (con Cami)                                | 2021 | —                    | —                    | —                    | —                    | —                    | —                    | —                    |                                                                                             | ¿A dónde vamos?                                                                                         |
| "Date la Vuelta"                                              | 2021 | —                    | —                    | —                    | —                    | —                    | —                    | —                    |                                                                                             | ¿A dónde vamos?                                                                                         |
| "Mi Pesadilla" (con Andrés Cepeda)                            | 2021 | —                    | —                    | —                    | —                    | —                    | —                    | —                    |                                                                                             | ¿A dónde vamos?                                                                                         |
| "Primeras Veces"                                              | 2021 | —                    | —                    | —                    | —                    | —                    | —                    | —                    |                                                                                             | ¿A dónde vamos?                                                                                         |
| "En Coma"                                                     | 2021 | —                    | —                    | —                    | —                    | —                    | —                    | —                    |                                                                                             | ¿A dónde vamos?                                                                                         |
| "Lo que hará mi boca" (con Antonio José)                      | 2021 | —                    | —                    | —                    | —                    | —                    | —                    | —                    | - PROMUSICAE: Oro                                                                           | Fénix                                                                                                   |
| "Llamada Perdida"                                             | 2022 | —                    | —                    | —                    | —                    | —                    | —                    | —                    | - PROMUSICAE: Oro                                                                           | Sí ayer fuera hoy                                                                                       |
| "París" (con Duki)                                            | 2022 | —                    | —                    | —                    | —                    | —                    | —                    | —                    | - PROMUSICAE: Platino - AMPROFON: Oro - EUA: Oro (Latino)                                   | Sí ayer fuera hoy                                                                                       |
| "Valen Más"                                                   | 2022 | —                    | —                    | —                    | —                    | —                    | —                    | —                    |                                                                                             | Sí ayer fuera hoy                                                                                       |
| "506" (con Juanes)                                            | 2022 | —                    | —                    | —                    | —                    | —                    | —                    | —                    | - PROMUSICAE: Platino                                                                       | Sí ayer fuera hoy                                                                                       |
| "Salir con Vida" (con Feid)                                   | 2022 | —                    | —                    | —                    | —                    | —                    | —                    | —                    | - PROMUSICAE: Platino - EUA: Platino (Latino)                                               | Sí ayer fuera hoy                                                                                       |
| "23"                                                          | 2022 |                      |                      |                      |                      |                      |                      |                      |                                                                                             | Sin álbum                                                                                               |
| "Debí Suponerlo (Versión Mariachi)" (con Camila Fernández)    | 2023 |                      |                      |                      |                      |                      |                      |                      |                                                                                             | Sin álbum                                                                                               |
| "Feo"                                                         | 2023 | —                    | —                    | —                    | —                    | —                    | —                    | —                    |                                                                                             | Antes De Que Amanezca                                                                                   |
| "Nunca Volvieron"                                             | 2023 |                      |                      |                      |                      |                      |                      |                      |                                                                                             | Antes De Que Amanezca                                                                                   |
| "Someone I Used to Know" (con James TW)                       | 2023 |                      |                      |                      |                      |                      |                      |                      |                                                                                             | Antes De Que Amanezca                                                                                   |
| "Demasiado Lejos"                                             | 2023 |                      |                      |                      |                      |                      |                      |                      |                                                                                             | Antes De Que Amanezca                                                                                   |
| "Sobreviviste"                                                | 2023 |                      |                      |                      |                      |                      |                      |                      |                                                                                             | Antes De Que Amanezca                                                                                   |
| "Tarde"                                                       | 2023 |                      |                      |                      |                      |                      |                      |                      |                                                                                             | Antes De Que Amanezca                                                                                   |
| "Perderme (Banda Sonora Original de la serie "Zorro")"        | 2024 |                      |                      |                      |                      |                      |                      |                      |                                                                                             | Zorro (Banda Sonora Original de la Serie)                                                               |
| Faltas Tú                                                     | 2024 |                      |                      |                      |                      |                      |                      |                      |                                                                                             | Ya Es Mañana                                                                                            |
| "Antes De Los 30 (En Sueño Desde Madrid)"                     | 2024 |                      |                      |                      |                      |                      |                      |                      |                                                                                             | Ya Es Mañana                                                                                            |
| "Por Si No Te Vuelvo A Ver"                                   | 2024 |                      |                      |                      |                      |                      |                      |                      |                                                                                             | Ya Es Mañana                                                                                            |
| "La Policía"                                                  | 2024 |                      |                      |                      |                      |                      |                      |                      |                                                                                             | Ya Es Mañana                                                                                            |
| "Cuarto de Hotel (Canción Original de El Secreto de Orfebre)" | 2025 |                      |                      |                      |                      |                      |                      |                      |                                                                                             | Ya Es Mañana                                                                                            |
| "Me Toca A Mí" (con Camilo)                                   | 2025 |                      |                      |                      |                      |                      |                      |                      |                                                                                             | Ya Es Mañana                                                                                            |

#### Sencillos como artista invitado
| Título                                             | Año  | Posiciones en listas | Posiciones en listas | Posiciones en listas | Posiciones en listas | Posiciones en listas | Posiciones en listas | Posiciones en listas | Certificaciones                                 | Álbum                                             |
| Título                                             | Año  | COL                  | ARG                  | ECU                  | MEX                  | ESP                  | EUA Latin            | VEN                  | Certificaciones                                 | Álbum                                             |
| -------------------------------------------------- | ---- | -------------------- | -------------------- | -------------------- | -------------------- | -------------------- | -------------------- | -------------------- | ----------------------------------------------- | ------------------------------------------------- |
| "Mi nuevo vicio" (de Paulina Rubio)                | 2015 | —                    | —                    | —                    | 22                   | 2                    | —                    | —                    | - AMPROFON: Oro - PROMUSICAE: 2× Platino        | Deseo and Sobre el amor y sus efectos secundarios |
| "Sé que te duele" (de Alejandro Fernández)         | 2017 | 25                   | —                    | 1                    | 2                    | 29                   | 49                   | —                    | - AMPROFON: 2x Platino - PROMUSICAE: 2x Platino | Rompiendo fronteras                               |
| "Consejo de amor" (de TINI)                        | 2018 | —                    | 33                   | 65                   | —                    | —                    | —                    | 58                   | - PROMUSICAE: Platino                           | Quiero volver                                     |
| "Más de lo que Aposté" (de Aitana)                 | 2020 | —                    | —                    | —                    | —                    | —                    | —                    | —                    | - PROMUSICAE: 2x Platino - AMPROFON: Platino    | Sin álbum                                         |
| "Labios Rotos" (Tributo a Zoé)                     | 2020 | —                    | —                    | —                    | —                    | —                    | —                    | —                    |                                                 | Zoé Reversiones                                   |
| "Tabaco y Chanel" (de Bacilos)                     | 2021 | —                    | —                    | —                    | —                    | —                    | —                    | —                    |                                                 | Sin álbum                                         |
| "Sobreviviremos" (de Mocedades)                    | 2022 | —                    | —                    | —                    | —                    | —                    | —                    | —                    |                                                 | Sin álbum                                         |
| "Hasta Por La Mañana" (de Manuel Carrasco)         | 2023 |                      |                      |                      |                      |                      |                      |                      |                                                 | Sin álbum                                         |
| "El ataque de las chicas cocodrilo" (de Hombres G) | 2023 |                      |                      |                      |                      |                      |                      |                      |                                                 | ¿Por qué no ser amigos?                           |
| "Un Beso Menos" (de Elena Rose)                    | 2025 |                      |                      |                      |                      |                      |                      |                      |                                                 | Sin álbum                                         |
| "Ciudad Amurallada" (de Ariza)                     | 2025 |                      |                      |                      |                      |                      |                      |                      |                                                 | Sin álbum                                         |

## Giras
- 2017-2018: Sobre el amor y sus efectos secundarios
- 2019: Balas Perdidas Tour
- 2021-2022: ¿A dónde vamos?
- 2022: Morat World Tour
- 2023: Si Ayer Fuera Hoy World Tour
- 2024: Los Estadios Tour
- 2025: Asuntos Pendientes Tour

## Premios y nominaciones
| Año  | Trabajo        | Categoría                        | Resultado |
| ---- | -------------- | -------------------------------- | --------- |
| 2016 | Ellos mismos   | Mejor Artista Nuevo              | Nominados |
| 2019 | Balas perdidas | Mejor álbum de Pop Contemporáneo | Nominados |

| Año  | Trabajo                                     | Categoría                    | Resultado |
| ---- | ------------------------------------------- | ---------------------------- | --------- |
| 2016 | Ellos Mismos                                | Artista revelación del Año   | Ganadores |
| 2016 | "Cómo Te Atreves"                           | Canción del Año              | Nominados |
| 2016 | Ellos mismos                                | Artista Lo+40                | Nominados |
| 2017 | "Yo Contigo, Tú Conmigo" (con Álvaro Soler) | Canción del Año              | Ganadores |
| 2018 | Ellos mismos                                | Mejor Artista o Grupo Latino | Ganadores |
| 2019 | Ellos mismos                                | Artista Del 40 Al 1          | Nominados |
| 2020 | Ellos mismos                                | Artista Del 40 Al 1          | Ganadores |
| 2020 | Ellos mismos                                | Mejor Artista o Grupo Latino | Ganadores |

| Año  | Trabajo           | Categoría             | Resultado |
| ---- | ----------------- | --------------------- | --------- |
| 2017 | Ellos mismos      | Explosión Pop del Año | Nominados |
| 2017 | "Cómo Te Atreves" | Hit del Año           | Nominados |

| Año  | Trabajo                              | Categoría                        | Resultado |
| ---- | ------------------------------------ | -------------------------------- | --------- |
| 2020 | Mejores Amigos (feat. Yera)          | Canción pop del Año              | Nominados |
| 2020 | Déjame Ir (feat. Andrés Cepeda)      | Canción pop del Año              | Nominados |
| 2020 | Morat                                | Artista pop del Año              | Nominados |
| 2020 | Balas Perdidas Gira                  | Mejor gira de concierto          | Nominados |
| 2021 | Bajo La Mesa (feat. Sebastián Yatra) | Canción Pop                      | Nominados |
| 2021 | Morat                                | Artista Pop                      | Nominados |
| 2022 | Morat                                | Artista del Año                  | Nominados |
| 2022 | ¿A dónde vamos?                      | Álbum del Año                    | Ganador   |
| 2022 | Morat                                | Artista Pop                      | Ganador   |
| 2023 | Morat                                | Artista del Año                  | Nominados |
| 2023 | Si ayer fuera hoy                    | Álbum del Año                    | Nominados |
| 2023 | Morat                                | Dúo o Grupo Pop                  | Ganador   |
| 2023 | 506 (feat. Juanes)                   | Canción Pop                      | Nominado  |
| 2023 | A Donde Vamos Tour                   | Mejor gira concierto             | Nominado  |
| 2023 | Medellín 2022 (feat. Juanes)         | Mejor gira concierto             | Nominado  |
| 2024 | Morat                                | Artista del Año                  | Nominados |
| 2024 | Feo                                  | Canción del Año                  | Nominados |
| 2024 | Antes De Que Amanezca                | Álbum del Año                    | Nominados |
| 2024 | Morat                                | Dúo o Grupo Pop                  | Ganador   |
| 2024 | Morat vivo (FEP)                     | Mejor concierto del año          | Nominado  |
| 2024 | Morat                                | Artista imagen de nuestra tierra | Nominado  |

| Año  | Trabajo      | Categoría           | Resultado |
| ---- | ------------ | ------------------- | --------- |
| 2016 | Ellos mismos | Mejor Artista Nuevo | Nominados |
| 2016 | Ellos mismos | Artista de la Gente | Nominados |

| Año  | Trabajo                              | Categoría                       | Resultado |
| ---- | ------------------------------------ | ------------------------------- | --------- |
| 2020 | Bajo La Mesa (feat. Sebastián Yatra) | Hit Latino Del Año              | Ganadores |
| 2020 | Morat                                | Artista o grupo latino favorito | Nominados |

| Año  | Trabajo | Categoría           | Resultado |
| ---- | ------- | ------------------- | --------- |
| 2021 | Morat   | Mejor Grupo o Banda | Nominados |
| 2021 | Morat   | Mejor Artista Rock  | Ganadores |